# シロトキ
シロトキ(白朱鷺、学名：Eudocimus albus）は、ペリカン目トキ科に分類される鳥類の一種である。
同属のショウジョウトキとは体形、習性が同じであり、飼育下では比較的簡単に交雑雑種をつくることができるため、一部には両者は同種として扱うべきだという意見もある。しかし、ベネズエラにある両種の混合コロニーで自然の交雑例がないことなどから、別種として扱う説が有力である。

## 分布
北アメリカ南部から南アメリカ北部にかけて分布。

## 形態

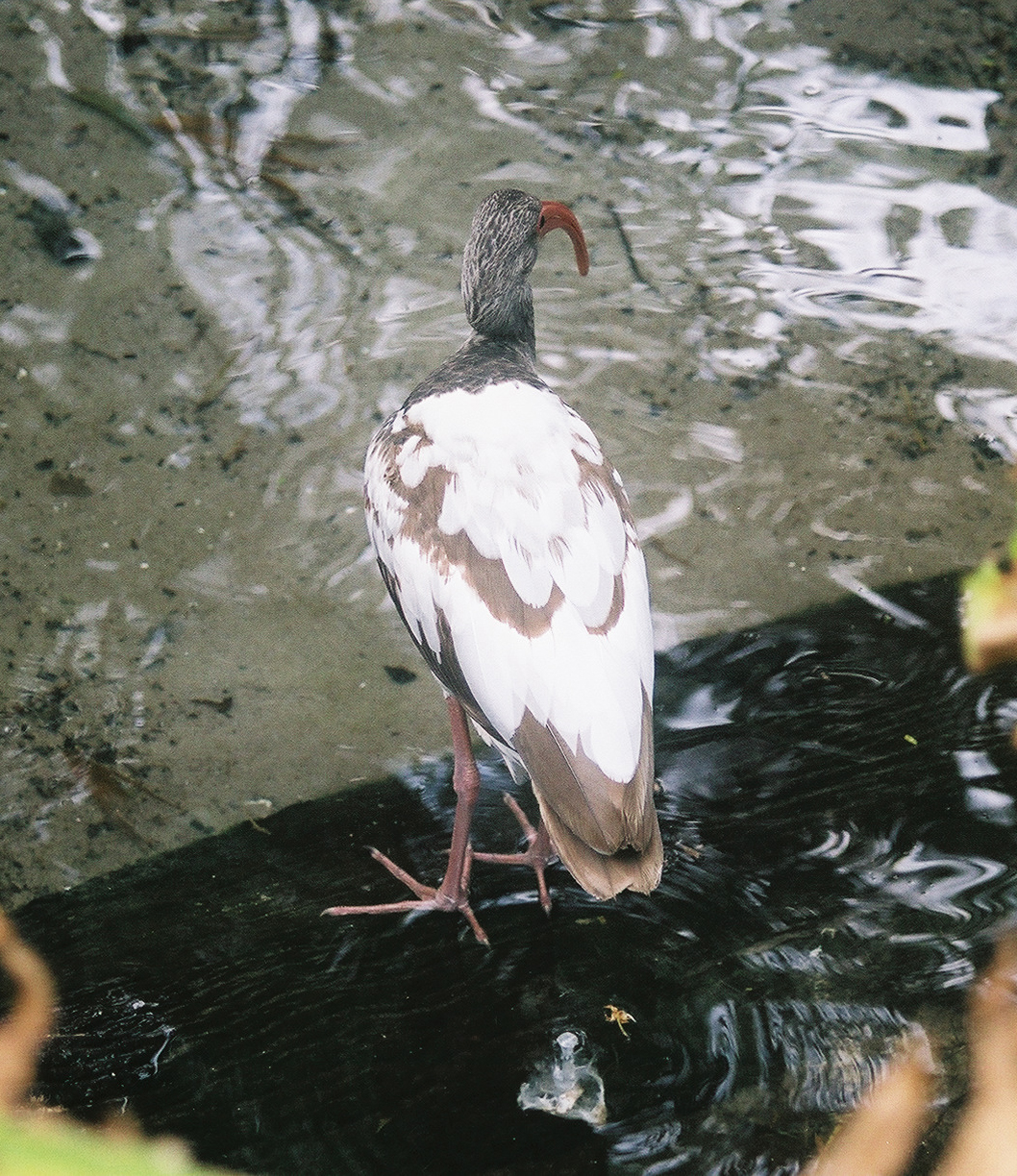
シロトキの幼鳥。羽毛が褐色を帯びる。

体長は60～70cm。体色は白色で、嘴から顔にかけてと、脚が赤色。初裂風切羽の外側は黒いが、翼をたたんでいる際には見えない。
幼鳥は全体に褐色みをおびる。約2年で成鳥となる。

## 生態
海岸や川岸のマングローブ林に生息する。群れで生活する。1万羽以上の大群を形成することもある。
甲殻類、カエル、魚類、昆虫類などの小動物を捕食する。
集団繁殖地（コロニー）を形成して繁殖する。しばしばサギ類と共同でコロニーを作る。雄が巣材を集め、雌が水辺の樹上などに巣を作る。1腹3-5個の卵を産み、抱卵期間は21-23日である。抱卵、育雛とも雌雄共同で行う。雛は孵化後40-50日で巣立ちする。